# Оринокский гусь
Оринокский гусь, или американский древесный гусь, или гривистый гусь (лат. Neochen jubata) — вид водоплавающих птиц семейства утиных, единственный существующий в настоящее время представитель рода Neochen. Вопреки своему названию, это не гусь, а ближайший родственник пеганок (настоящие гуси в Южной Америке отсутствуют).
Американский древесный гусь — довольно крупная птица длиной 61-76 см. Голова и шея у гуся светлая, бока каштановые, спина темная, крылья черные. Ноги красные, клюв чёрный. Самец и самка окрашены одинаково, молодые птицы имеют более однотонное оперение.
Обитает в Южной Америке в тропических лесах Амазонии. Предпочитает заболоченные участки, лесные озера и болота, находящиеся неподалёку от открытых саванн. Американский древесный гусь преимущественно наземная птица. Гнездится в дуплах деревьев, иногда — прямо на земле. Древесные гуси плавают и летают только в исключительных обстоятельствах. В полёте птица тяжела, напоминает больше гуся, нежели утку. У самца высокий тонкий свист, а крик самки напоминает самку египетского гуся, его близкого родича.